# Châteauroux Classic de l'Indre 2013
La 10e édition de la Châteauroux Classic de l'Indre s'est déroulée le 25 août 2013. Inscrite au calendrier de l'UCI Europe Tour 2013 dans la catégorie 1.1, elle est la douzième épreuve de la Coupe de France 2013.

## Parcours

### Équipes
Classé en catégorie 1.1 de l'UCI Europe Tour, la Châteauroux Classic de l'Indre est par conséquent ouvert aux UCI ProTeams dans la limite de 50 % des équipes participantes, aux équipes continentales professionnelles, aux équipes continentales et à une équipe nationale française.
| Nom de l'équipe  | Pays   | Code |
| ---------------- | ------ | ---- |
| AG2R La Mondiale | France | ALM  |
| FDJ.fr           | France | FDJ  |

| Nom de l'équipe         | Pays       | Code |
| ----------------------- | ---------- | ---- |
| Astana Continental      | Kazakhstan | AS2  |
| BigMat-Auber 93         | France     | BIG  |
| La Pomme Marseille      | France     | LPM  |
| Rabobank Development    | Pays-Bas   | RB3  |
| Roubaix Lille Métropole | France     | RLM  |

| Nom de l'équipe              | Pays     | Code |
| ---------------------------- | -------- | ---- |
| Accent Jobs-Wanty            | Belgique | AJW  |
| Androni Giocattoli-Venezuela | Italie   | AND  |
| Bardiani Valvole-CSF Inox    | Italie   | BAR  |
| Bretagne-Séché Environnement | France   | BSE  |
| Caja Rural-Seguros RGA       | Espagne  | CJR  |
| Cofidis                      | France   | COF  |
| Crelan-Euphony               | Belgique | CRE  |
| Europcar                     | France   | EUC  |
| IAM                          | Suisse   | IAM  |
| Vini Fantini-Selle Italia    | Italie   | VIN  |
| RusVelo                      | Russie   | RVL  |
| Sojasun                      | France   | SOJ  |
| Topsport Vlaanderen-Baloise  | Belgique | TSV  |

## Favoris
Les principaux favoris de cette 10e édition de la Châteauroux Classic de l'Indre sont tous des sprinteurs étant donné le profil de l'épreuve qui leur est favorable.
Les principaux favoris sont donc l'ancien champion de France Nacer Bouhanni, le vainqueur sortant Rafael Andriato, le 2e des deux dernières éditions pour l'équipe AG2R La Mondiale Yauheni Hutarovich ou encore le jeune français de l'équipe Europcar Bryan Coquard.
On retrouve également parmi les outsiders Fabien Bacquet et ses coéquipiers Mathieu et Benoît Drujon pour le compte de l'équipe BigMat-Auber 93, le jeune Maxime Daniel pour l'équipe Sojasun, Florian Vachon pour Bretagne-Séché Environnement, Benjamin Giraud et Justin Jules pour l'équipe La Pomme Marseille, Cyrille Patoux, Jasper Bovenhuis ou encore Matteo Pelucchi.
L'autre principale tête d'affiche au départ est le champion de France Arthur Vichot.

## Classement final
|    | Coureur              | Équipe                       |    | Temps           |
| -- | -------------------- | ---------------------------- | -- | --------------- |
| 1  | Bryan Coquard        | Europcar                     | en | 4 h 49 min 17 s |
| 2  | Mattia Gavazzi       | Androni Giocattoli-Venezuela | +  | m.t.            |
| 3  | Francesco Chicchi    | Vini Fantini-Selle Italia    |    | m.t.            |
| 4  | Tom Van Asbroeck     | Topsport Vlaanderen-Baloise  |    | m.t.            |
| 5  | Yves Lampaert        | Topsport Vlaanderen-Baloise  |    | m.t.            |
| 6  | Matteo Pelucchi      | IAM                          |    | m.t.            |
| 7  | Pieter Vanspeybrouck | Topsport Vlaanderen-Baloise  |    | m.t.            |
| 8  | Benjamin Giraud      | VC La Pomme Marseille        |    | m.t.            |
| 9  | Maxime Daniel        | Sojasun                      |    | m.t.            |
| 10 | Roy Jans             | Accent Jobs-Wanty            |    | m.t.            |

## Liste des participants
| Légende | Légende                                                                        | Légende | Légende                                |
| ------- | ------------------------------------------------------------------------------ | ------- | -------------------------------------- |
| Num     | Dossard de départ porté par le coureur sur cette Châtearoux Classic de l'Indre | Pos     | Position finale                        |
| NP      | Indique un coureur qui n'a pas pris le départ                                  | AB      | Indique un coureur qui n'a pas terminé |
| HD      | Indique un coureur qui a terminé hors des délais,                              |         |                                        |

| Vini Fantini-Selle Italia VIN | Vini Fantini-Selle Italia VIN | Vini Fantini-Selle Italia VIN |
| ----------------------------- | ----------------------------- | ----------------------------- |
| Num                           | Coureur                       | Pos                           |
| 1                             | Rafael Andriato (BRA)         |                               |
| 2                             | Stefano Borchi (ITA)          |                               |
| 3                             | Daniele Colli (ITA)           |                               |
| 4                             | Francesco Chicchi (ITA)       |                               |
| 5                             | Oscar Gatto (ITA)             |                               |
| 6                             | Kevin Hulsmans (BEL)          |                               |
| 7                             | Mattia Pozzo (ITA)            |                               |
| 8                             | Airán Fernández (ESP)         |                               |

| AG2R La Mondiale ALM | AG2R La Mondiale ALM      | AG2R La Mondiale ALM |
| -------------------- | ------------------------- | -------------------- |
| Num                  | Coureur                   | Pos                  |
| 11                   | Guillaume Bonnafond (FRA) |                      |
| 12                   | Frédéric Brun (FRA)       |                      |
| 13                   | Axel Domont (FRA)         |                      |
| 14                   | Samuel Dumoulin (FRA)     |                      |
| 15                   | Yauheni Hutarovich (BLR)  |                      |
| 16                   | Blel Kadri (FRA)          |                      |
| 17                   | Anthony Ravard (FRA)      |                      |
| 18                   | Christophe Riblon (FRA)   |                      |

| FDJ.fr FDJ | FDJ.fr FDJ               | FDJ.fr FDJ |
| ---------- | ------------------------ | ---------- |
| Num        | Coureur                  | Pos        |
| 21         | Nacer Bouhanni (FRA)     |            |
| 22         | Pierrick Fédrigo (FRA)   |            |
| 23         | Arthur Vichot (FRA)      |            |
| 24         | Anthony Geslin (FRA)     |            |
| 25         | Benoît Poitevin (FRA)    |            |
| 26         | Laurent Pichon (FRA)     |            |
| 27         | Matthieu Ladagnous (FRA) |            |
| 28         | Jérémy Roy (FRA)         |            |

| Bretagne-Séché Environnement BSE | Bretagne-Séché Environnement BSE | Bretagne-Séché Environnement BSE |
| -------------------------------- | -------------------------------- | -------------------------------- |
| Num                              | Coureur                          | Pos                              |
| 31                               | Gaël Malacarne (FRA)             |                                  |
| 32                               | Jean-Luc Delpech (FRA)           |                                  |
| 33                               | Renaud Dion (FRA)                |                                  |
| 34                               | Florian Vachon (FRA)             |                                  |
| 35                               | Clément Koretzky (FRA)           |                                  |
| 36                               | Benoît Jarrier (FRA)             |                                  |
| 37                               | Benjamin Le Montagner (FRA)      |                                  |
| 38                               | Fabrice Seigneur (FRA)           |                                  |

| Cofidis COF | Cofidis COF             | Cofidis COF |
| ----------- | ----------------------- | ----------- |
| Num         | Coureur                 | Pos         |
| 41          | Florent Barle (FRA)     |             |
| 42          | Edwig Cammaerts (BEL)   |             |
| 43          | Jan Ghyselinck (BEL)    |             |
| 44          | Romain Hardy (FRA)      |             |
| 45          | Arnaud Labbe (FRA)      |             |
| 46          | Rudy Molard (FRA)       | AB          |
| 47          | Philip Lavery (IRL)     |             |
| 48          | Clément Venturini (FRA) |             |

| Europcar EUC | Europcar EUC             | Europcar EUC |
| ------------ | ------------------------ | ------------ |
| Num          | Coureur                  | Pos          |
| 51           | Sébastien Chavanel (FRA) |              |
| 52           | Bryan Coquard (FRA)      |              |
| 53           | Yohann Gène (FRA)        |              |
| 54           | Julien Morice (FRA)      |              |
| 55           | Morgan Lamoisson (FRA)   |              |
| 56           | Bryan Nauleau (FRA)      |              |
| 57           | Angélo Tulik (FRA)       |              |
| 58           | Sébastien Turgot (FRA)   |              |

| Sojasun SOJ | Sojasun SOJ               | Sojasun SOJ |
| ----------- | ------------------------- | ----------- |
| Num         | Coureur                   | Pos         |
| 61          | Maxime Daniel (FRA)       |             |
| 62          | Jonathan Hivert (FRA)     |             |
| 63          | Jimmy Engoulvent (FRA)    |             |
| 64          | Christophe Laborie (FRA)  |             |
| 65          | Cyril Lemoine (FRA)       |             |
| 66          | Rony Martias (FRA)        |             |
| 67          | Jean-Lou Paiani (FRA)     |             |
| 68          | Evaldas Šiškevičius (LTU) |             |

| BigMat-Auber 93 AUB | BigMat-Auber 93 AUB    | BigMat-Auber 93 AUB |
| ------------------- | ---------------------- | ------------------- |
| Num                 | Coureur                | Pos                 |
| 71                  | Fabien Bacquet (FRA)   |                     |
| 72                  | Nicolas Bazin (FRA)    |                     |
| 73                  | Romain Bacon (FRA)     |                     |
| 74                  | Benoît Drujon (FRA)    |                     |
| 75                  | Mathieu Drujon (FRA)   |                     |
| 76                  | Guillaume Faucon (FRA) |                     |
| 77                  | Steven Tronet (FRA)    |                     |
| 78                  | Théo Vimpère (FRA)     |                     |

| La Pomme Marseille LPM | La Pomme Marseille LPM     | La Pomme Marseille LPM |
| ---------------------- | -------------------------- | ---------------------- |
| Num                    | Coureur                    | Pos                    |
| 81                     | Jason Bakke (RSA)          |                        |
| 82                     | Benjamin Giraud (FRA)      |                        |
| 83                     | José Gonçalves (POR)       |                        |
| 84                     | Justin Jules (FRA)         |                        |
| 85                     | Yannick Martinez (FRA)     |                        |
| 86                     | Christopher Jennings (RSA) |                        |
| 87                     | Thomas Rostollan (FRA)     |                        |
| 88                     | Thomas Vaubourzeix (FRA)   |                        |

| Roubaix Lille Métropole RLM | Roubaix Lille Métropole RLM | Roubaix Lille Métropole RLM |
| --------------------------- | --------------------------- | --------------------------- |
| Num                         | Coureur                     | Pos                         |
| 91                          | Matthieu Boulo (FRA)        |                             |
| 92                          | Franck Vermeulen (FRA)      |                             |
| 93                          | Julien Duval (FRA)          |                             |
| 94                          | Morgan Kneisky (FRA)        |                             |
| 95                          | Boris Zimine (FRA)          |                             |
| 96                          | Kévin Lalouette (FRA)       |                             |
| 97                          | Maxime Le Montagner (FRA)   |                             |
| 98                          | Cyrille Patoux (FRA)        |                             |

| Androni Giocattoli-Venezuela AND | Androni Giocattoli-Venezuela AND | Androni Giocattoli-Venezuela AND |
| -------------------------------- | -------------------------------- | -------------------------------- |
| Num                              | Coureur                          | Pos                              |
| 101                              | Omar Bertazzo (ITA)              |                                  |
| 102                              | Carlos José Ochoa (VEN)          |                                  |
| 103                              | Giairo Ermeti (ITA)              |                                  |
| 104                              | Jackson Rodríguez (VEN)          |                                  |
| 105                              | Mattia Gavazzi (ITA)             |                                  |
| 106                              | Yonder Godoy (VEN)               |                                  |
| 107                              | Alessandro Malaguti (ITA)        |                                  |
| 108                              | Antonio Parrinello (ITA)         |                                  |

| Bardiani Valvole-CSF Inox BAR | Bardiani Valvole-CSF Inox BAR | Bardiani Valvole-CSF Inox BAR |
| ----------------------------- | ----------------------------- | ----------------------------- |
| Num                           | Coureur                       | Pos                           |
| 111                           | Donato De Ieso (ITA)          |                               |
| 112                           | Andrea Pasqualon (ITA)        |                               |
| 113                           | Marco Canola (ITA)            |                               |
| 114                           | Andrea Di Corrado (ITA)       |                               |
| 115                           | Marco Coledan (ITA)           |                               |
| 116                           | Christian Delle Stelle (ITA)  |                               |
| 117                           | Filippo Fortin (ITA)          |                               |
| 118                           | Nicola Boem (ITA)             |                               |

| Caja Rural-Seguros RGA CJR | Caja Rural-Seguros RGA CJR   | Caja Rural-Seguros RGA CJR |
| -------------------------- | ---------------------------- | -------------------------- |
| Num                        | Coureur                      | Pos                        |
| 121                        | Karol Domagalski (POL)       |                            |
| 122                        | Manuel António Cardoso (POR) |                            |
| 123                        | Ramón Domene (ESP)           |                            |
| 125                        | Omar Fraile (ESP)            |                            |
| 126                        | Yelko Gómez (PAN)            |                            |
| 127                        | Francisco Moreno (ESP)       |                            |
| 128                        | Josué Moyano (ARG)           |                            |

| Crelan-Euphony CRE | Crelan-Euphony CRE       | Crelan-Euphony CRE |
| ------------------ | ------------------------ | ------------------ |
| Num                | Coureur                  | Pos                |
| 131                | Frans Claes (BEL)        |                    |
| 132                | Sébastien Delfosse (BEL) |                    |
| 133                | Gilles Devillers (BEL)   |                    |
| 134                | Reinier Honig (NED)      |                    |
| 135                | Tom David (NZL)          |                    |
| 136                | Christophe Prémont (BEL) |                    |
| 137                | Stijn Steels (BEL)       |                    |
| 138                | Klaas Sys (BEL)          |                    |

| IAM | IAM                         | IAM |
| --- | --------------------------- | --- |
| Num | Coureur                     | Pos |
| 141 | Marco Bandiera (ITA)        |     |
| 142 | Jonathan Fumeaux (SUI)      |     |
| 143 | Sébastien Hinault (FRA)     |     |
| 144 | Pirmin Lang (SUI)           |     |
| 145 | Kristof Goddaert (BEL)      |     |
| 146 | Matteo Pelucchi (ITA)       |     |
| 147 | Sébastien Reichenbach (SUI) |     |
| 148 | Patrick Schelling (SUI)     |     |

| RusVelo RVL | RusVelo RVL             | RusVelo RVL |
| ----------- | ----------------------- | ----------- |
| Num         | Coureur                 | Pos         |
| 151         | Igor Boev (RUS)         |             |
| 152         | Sergey Firsanov (RUS)   |             |
| 153         | Alexander Serov (RUS)   |             |
| 154         | Ilnur Zakarin (RUS)     | AB          |
| 155         | Alexander Mironov (RUS) |             |

| Topsport Vlaanderen-Baloise TSV | Topsport Vlaanderen-Baloise TSV | Topsport Vlaanderen-Baloise TSV |
| ------------------------------- | ------------------------------- | ------------------------------- |
| Num                             | Coureur                         | Pos                             |
| 161                             | Jasper De Buyst (BEL)           |                                 |
| 162                             | Dominique Cornu (BEL)           |                                 |
| 163                             | Yves Lampaert (BEL)             |                                 |
| 164                             | Tim Mertens (BEL)               |                                 |
| 165                             | Jarl Salomein (BEL)             |                                 |
| 166                             | Tom Van Asbroeck (BEL)          |                                 |
| 167                             | Eliot Lietaer (BEL)             |                                 |
| 168                             | Pieter Vanspeybrouck (BEL)      |                                 |

| Astana Continental # AS2 | Astana Continental # AS2     | Astana Continental # AS2 |
| ------------------------ | ---------------------------- | ------------------------ |
| Num                      | Coureur                      | Pos                      |
| 171                      | Viktor Okishev (KAZ)         |                          |
| 172                      | Ilya Davidenok (KAZ)         |                          |
| 173                      | Artur Fedosseyev (KAZ)       |                          |
| 174                      | Aleksandr Chouchemoïne (KAZ) |                          |
| 175                      | Zhandos Bizhigitov (KAZ)     |                          |
| 176                      | Marco Benfatto (ITA)         |                          |
| 177                      | Nikita Umerbekov (KAZ)       |                          |
| 178                      | Nurbolat Kulimbetov (KAZ)    |                          |

| Rabobank Development RB3 | Rabobank Development RB3 | Rabobank Development RB3 |
| ------------------------ | ------------------------ | ------------------------ |
| Num                      | Coureur                  | Pos                      |
| 181                      | Jasper Bovenhuis (NED)   |                          |
| 182                      | Stan Godrie (NED)        |                          |
| 183                      | Marco Minnaard (NED)     |                          |
| 184                      | Gert-Jan Bosman (NED)    |                          |
| 185                      | Lennard Hofstede (NED)   |                          |
| 186                      | Merijn Korevaar (NED)    |                          |
| 187                      | Ricardo van Dongen (NED) |                          |
| 188                      | Etienne van Empel (NED)  |                          |